# Mesochorus neuquenensis
Mesochorus neuquenensis är en stekelart som beskrevs av Dasch 1974. Mesochorus neuquenensis ingår i släktet Mesochorus och familjen brokparasitsteklar. Inga underarter finns listade i Catalogue of Life.